# Elecciones al Parlamento de Galicia de 2016
Las elecciones al Parlamento de Galicia correspondientes a la X legislatura se celebraron el 25 de septiembre de 2016. El mismo día se celebraron las elecciones al Parlamento Vasco.

## Antecedentes

Resultado de las elecciones de 2012:
BNG
AGE
PSdeG-PSOE
PPdeG

| 7 BNG | 9 AGE | 18 PSdeG-PSOE | 41 PPdeG |

## Contexto
Tras las elecciones generales en España en 2015 no se logra la formación de gobierno y consecuentemente se alcanza la convocatoria de las elecciones generales de 2016 en junio. Es en ese otoño, durante los intentos de formación de gobierno a nivel estatal, donde se enmarcan las elecciones gallegas de 2016.
El lunes 1 de agosto el presidente de la Junta de Galicia, Alberto Núñez Feijoo ejerce su potestad para convocar las elecciones el domingo 25 de septiembre. y anuncia que se presentará a la reelección, acallando los rumores sobre su futuro político. Coinciden de esta manera con las elecciones vascas.
Estas elecciones suceden en una situación en la que el panorama político español se produce una importante transformación en poco tiempo. Se combina un descenso de PP y PSOE con el surgimiento de opciones como Podemos y Ciudadanos a nivel electoral español. En Galicia, en cambio, el descenso del PP en sucesivas elecciones no es tan acentuado. A priori, lo que se dilucida en estas elecciones es si el PP logra revalidar la mayoría absoluta lograda en 2012, si consigue unos resultados con los que pactar un gobierno o si se forma una mayoría de gobierno alternativa.

## Expectativas y objetivos
Para el PPdeG el principal objetivo es lograr la tercera mayoría absoluta consecutiva o en su defecto conseguir alguna fórmula que permita a Alberto Núñez Feijóo gobernar de nuevo. Para el PSdeG el objetivo es que los resultados eviten ese gobierno del PPdeG liderando una mayoría alternativa. En Marea comparte este objetivo de desbancar al presidente Feijóo y también espera liderar la alternativa. El BNG pelea en estos comicios por revertir la tendencia bajista de las últimas convocatorias en Galicia y mantener el grupo parlamentario en el parlamento de Galicia. El partido Cs por su parte aspira a ocupar varios escaños del mismo. Con la expectativa de lograr representación nos encontramos con Democracia Ourensana (un partido orensano y ligado a Gonzalo P. Jácome), Compromiso por Galicia, el partido animalista Pacma y otras formaciones que se presentan ante las urnas.

## Candidaturas
Se señala en negrita el candidato a la presidencia de la Junta de Galicia.
| Provincia  | Principales cabezas de lista | Otras candidaturas |
| ---------- | --- | --- |
| La Coruña  | - PPdeG: Diego Calvo - PSdeG-PSOE: Xoaquín F. Leiceaga - En Marea: Antón Sánchez - BNG: Ana Pontón - C's: Cristina Losada - PACMA: María Luisa de Ceano-Vivas - CxG: Xoán Bascuas                        | - Converxencia Vinteún, Partido Libertario, Comunistas da Galiza, Acción Democrática de Ciudadanos de Galicia, Partido Anticorrupción y Justicia, Vía Nova Galicia, Alternativa Independiente de Galicia, Unidos por el Futuro, Recortes Cero-Grupo Verde, Cidadáns-Centrum, Ganemos Galicia Sí se Puede. |
| Lugo       | - PPdeG: Francisco Conde - PSdeG-PSOE: Luis M. Álvarez Martínez - En Marea: Luis Villares - BNG: Olalla Rodil - C's: Isabel-Ángela Cendán - PACMA: Noelia Pena - CxG: Juan Carlos Piñeiro                | - Converxencia Vinteún, Partido Anticorrupción y Justicia, Recortes Cero-Grupo Verde, Ganemos Galicia Sí se Puede |
| Orense     | - PPdeG: Marisol Díaz Mouteira - PSdeG-PSOE: Noela Blanco - D.O.: Miguel Caride - En Marea: Ánxeles Cuña - BNG: Noa Presas - C's: Carlos Vázquez Espiérrez - PACMA: Paula Rodríguez - CxG: José Mosquera | - Vía Nova Galicia, Partido Comunista dos Pobos de España-Comunistas da Galiza, Partido Anticorrupción y Justicia, Recortes Cero-Grupo Verde, Ganemos Galicia Sí se Puede |
| Pontevedra | - PPdeG: Alberto Núñez Feijoo - PSdeG-PSOE: Abel Losada - En Marea: Carmen Santos - BNG: Luis Bará - C's: Antonio Lara - PACMA: Sheila García - CxG: Andrés Núñez Rajoy                                  | - Converxencia Vinteún, Acción Democrática de Ciudadanos de Galicia, Comunistas da Galiza, Vía Nova Galicia, Partido Anticorrupción y Justicia, Escaños en Branco, Recortes Cero-Grupo Verde, Cidadáns-Centrum, Ganemos Galicia Sí se Puede                                                               |

- En Marea integró en estas elecciones a Alternativa Galega de Esquerda en todas las circunscripciones.

## Sistema electoral
Las elecciones al Parlamento de Galicia reparten un total de 75 escaños y se aplica un régimen electoral basado en cuatro aspectos:
- Circunscripción provincial plurinominal.
- Sistema D'Hondt, como sistema de reparto de escaños.
- Barrera electoral provincial del 5 % de los votos válidos (suma de votos a candidatura y votos en blanco).
- Lista electoral cerrada y bloqueada cumpliendo la proporción de dos personas de cada sexo por cada cinco puestos.

La ley electoral autonómica establece que el reparto de los 75 escaños entre las provincias se realiza asegurando un mínimo de diez escaños por provincia y posteriormente se reparten los escaños proporcionalmente a la población. En estos comicios, el reparto de escaños cambia ligeramente, ya que La Coruña gana un escaño en detrimento de Lugo. 
La nueva distribución resulta ser la siguiente:
| Galicia                   | Galicia        | Galicia    | Galicia        | Galicia    |
| ------------------------- | -------------- | ---------- | -------------- | ---------- |
| 2 734 656 hab. 75 escaños |                |            |                |            |
| Prov.                     | La Coruña      | Pontevedra | Lugo           | Orense     |
| Pob.                      | 1 128 694      | 948 302    | 338 921        | 318 739    |
| Esc.                      | 25 escaños(+1) | 22 escaños | 14 escaños(–1) | 14 escaños |
| h/e.                      | 45 148 h/e     | 43 105 h/e | 24 209 h/e     | 22 767 h/e |

## Encuestas

### Voto
| Fecha              | Encuestadora/Fuente                                                    |             |       |            |            |                | Otros | Blanco/Nulo | Ventaja |      |     |     |     |      |
| ------------------ | ---------------------------------------------------------------------- | ----------- | ----- | ---------- | ---------- | -------------- | ----- | ----------- | ------- | ---- | --- | --- | --- | ---- |
| Fecha              | Encuestadora/Fuente                                                    | 18 Sep 2016 | GAD3  | 46.6       | 20.2       | 5.3            | Otros | Blanco/Nulo | Ventaja | 19.5 | 3.9 | 2.9 | 1.6 | 26.6 |
| 11 Sep 2016        | Sondaxe                                                                | 44.1        | 18    | 4.8        | 25.1       | 4.3            |       |             | 19      |      |     |     |     |      |
| 10 Sep 2016        | Sondaxe                                                                | 44.1        | 19.5  | 5.2        | 24         | 3.9            |       |             | 20.1    |      |     |     |     |      |
| 9 Sep 2016         | Sondaxe                                                                | 44.3        | 18.3  | 5.7        | 25.4       | 3.1            |       |             | 18.9    |      |     |     |     |      |
| 8 sep 2016         | Infotécnica                                                            | 55.9        | 21.3  | 5.4        | 15.5       | 1.9            |       |             | 34.6    |      |     |     |     |      |
| 2 Sep 2016         | CIS                                                                    | 44.9        | 19.9  | 5.3        | 19.9       | 4.6            |       |             | 25      |      |     |     |     |      |
| 20 Ago 2016        | Sondeo NC Report Archivado el 31 de agosto de 2016 en Wayback Machine. | 44.6        | 19.1  | 5.3        | 18.8       | 5.2            | 7     |             | 25.5    |      |     |     |     |      |
| 7 Ago 2016         | Isondaxe                                                               | 43.5        | 17.5  | 7.4        | 16.3       | 4.1            |       |             | 26      |      |     |     |     |      |
| 26 Jun 2016        | Elecciones Generales                                                   | 41.49       | 22.25 | 2.89 (Nós) | 22.18      | 8.63           | 1.61  | 0.94        | 19.24   |      |     |     |     |      |
| 6 Abr 2016         | GAD3 Archivado el 18 de julio de 2016 en Wayback Machine.              | 44.1        | 19.7  | 6.7 (Nós)  | 17.9       | 5.1            | 6.5   | ---         | 24.4    |      |     |     |     |      |
| 16 Ene 2016        | Redondo y Asociados                                                    | 37          | 21    | —          | 25         | 9              | —     | —           | 12      |      |     |     |     |      |
| 2016               |                                                                        |             |       |            |            |                |       |             |         |      |     |     |     |      |
| 20 Dic 2015        | Elecciones Generales                                                   | 37.10       | 21.33 | 4.32 (Nós) | 25.04      | 9.07           | —     | 1.06        | 12.06   |      |     |     |     |      |
| 2015               |                                                                        |             |       |            |            |                |       |             |         |      |     |     |     |      |
| 9 Nov 2014         | LaVozdeGalicia                                                         | 44.70       | 20.30 | 5.80       | —          | —              | 2.0   | 1.9         | 24.40   |      |     |     |     |      |
| 25 de mayo de 2014 | Elecciones europeas                                                    | 35.16       | 21.73 | 7.90       | —          | 1.61           | 8.77  | 2.97        | 13.43   |      |     |     |     |      |
| 2014               |                                                                        |             |       |            |            |                |       |             |         |      |     |     |     |      |
| 21 Oct 2012        | Elección anterior                                                      | 45.80       | 20.61 | 10.11      | No existía | No se presentó | 18.3  | 5.2         | 25.19   |      |     |     |     |      |

### Escaños
| Fecha       | Encuestadora/Fuente                                                       |             |       |       |       |                    |            | Otros |       |     |  |
| ----------- | ------------------------------------------------------------------------- | ----------- | ----- | ----- | ----- | ------------------ | ---------- | ----- | ----- | --- |  |
| Fecha       | Encuestadora/Fuente                                                       | 18 Sep 2016 | GAD3  | 39-41 | 16-17 | Dentro de En Marea | 2-3        | Otros | 14-16 | 0-2 |  |
| 11 Sep 2016 | Sondaxe                                                                   | 38          | 14    | 2     | 20    | Dentro de En Marea | 1          | -     |       |     |  |
| 10 Sep 2016 | Sondaxe                                                                   | 38          | 15    | 2     | 19    | Dentro de En Marea | 1          | -     |       |     |  |
| 9 Sep 2016  | Sondaxe                                                                   | 38          | 15    | 2     | 19    | Dentro de En Marea | 1          | -     |       |     |  |
| 2 Sep 2016  | CIS                                                                       | 40-41       | 16    | 2     | 15-17 | Dentro de En Marea | 0-1        | -     |       |     |  |
| 24 Ago 2016 | Sondeo Infortécnica Archivado el 31 de agosto de 2016 en Wayback Machine. | 38-41       | 17-19 | 5-6   | 11-12 | Dentro de En Marea | 0-2        | -     |       |     |  |
| 20 Ago 2016 | Sondeo NC Report Archivado el 31 de agosto de 2016 en Wayback Machine.    | 39          | 17    | 2     | 15    | Dentro de En Marea | 2          | -     |       |     |  |
| 7 Ago 2016  | Isondaxe                                                                  | 37          | 15    | 5     | 18    | Dentro de En Marea | -          | -     |       |     |  |
| 6 Abr 2016  | GAD3 Archivado el 18 de julio de 2016 en Wayback Machine.                 | 36-38       | 15-17 | 4-5   | 14-16 | Dentro de En Marea | 2-3        | -     |       |     |  |
| 16 Ene 2016 | Redondo y Asociados                                                       | 32          | 17    | 0     | 20    | Dentro de En Marea | 6          | -     |       |     |  |
| 2016        |                                                                           |             |       |       |       |                    |            |       |       |     |  |
| 21 Oct 2012 | Elección anterior                                                         | 41          | 18    | 9     | 7     | No existía         | No existía | -     |       |     |  |

## Sondeos publicados el día de las elecciones
El día de las elecciones, tras el cierre de las urnas, a las 20:00 horas, TNS publicó en TVG una encuesta a pie de urna.
Por su parte, a esa misma hora, Sondaxe publicó otro sondeo en La Voz de Galicia, basado en 1600 entrevistas.
También a las 20:00 horas, GAD3 publicó en Abc los resultados de 1450 entrevistas telefónicas que había realizado durante la campaña. Este instituto fue el que logró un índice de precisión mayor.
| Instituto  | Medio de publicación | Fecha      | Hora  | Tipo                         | -          |         |         |         |        |        | Otros  | Blanco |
| GAD3       | ABC                  | 25/09/2016 | 20:00 | 1450 entrevistas telefónicas | Escaños    | 40-42   | 14-16   | 14-15   | 4-5    | 0-1    | -      | -      |
| GAD3       | ABC                  | 25/09/2016 | 20:00 | 1450 entrevistas telefónicas | Porcentaje | 46,7 %  | 20,1 %  | 18,6 %  | 6,9 %  | 3,6 %  | 2,9 %  | 1,2 %  |
| TNS        | TVG y FORTA          | 25/09/2016 | 20:00 | Sondeo a pie de urna         | Escaños    | 38-41   | 14-16   | 14-16   | 5-6    | 0-1    |        |        |
| TNS        | TVG y FORTA          | 25/09/2016 | 20:00 | Sondeo a pie de urna         | Porcentaje | 45,5 %  | 19,5 %  | 18,9 %  | 8,8 %  | 4,4 %  | -      | -      |
| Sondaxe    | La Voz de Galicia    | 25/09/2016 | 20:00 | 1600 entrevistas             | Escaños    | 39      | 18      | 16      | 2      | -      | -      | -      |
| Sondaxe    | La Voz de Galicia    | 25/09/2016 | 20:00 | 1600 entrevistas             | Porcentaje | 45,3 %  | 21,8 %  | 19,3 %  | 6,5 %  | 3,3 %  | -      | -      |
| Resultados | -                    | 25/09/2016 | -     | -                            | Escaños    | 41      | 14      | 14      | 6      | -      | -      | -      |
| Resultados | -                    | 25/09/2016 | -     | -                            | Porcentaje | 47,53 % | 19,07 % | 17,88 % | 8,36 % | 3,38 % | 2,79 % | 0,98 % |

## Resultados

### General
| ← Elecciones al Parlamento de Galicia de 2016 → |                                                                          |                            |         |       |         |     |
| Presidente y gobierno: - Presidente: Alberto Núñez Feijóo - Gobierno: PP - Censo: 2 701 932 - Votantes: 1 448 962 (53,63 %) - Abstención: 1 252 970 (46,37 %) - Válidos: 1 434 418 - A candidaturas: 1 420 381 - Escaños a repartir: 75 | Partido                                                                  | Candidato                  | Votos   | %     | Escaños | +/- |
| Presidente y gobierno: - Presidente: Alberto Núñez Feijóo - Gobierno: PP - Censo: 2 701 932 - Votantes: 1 448 962 (53,63 %) - Abstención: 1 252 970 (46,37 %) - Válidos: 1 434 418 - A candidaturas: 1 420 381 - Escaños a repartir: 75 | Partido Popular de Galicia (PPdeG)                                       | Alberto Núñez Feijóo       | 682 150 | 47,56 | 41      | =   |
| Presidente y gobierno: - Presidente: Alberto Núñez Feijóo - Gobierno: PP - Censo: 2 701 932 - Votantes: 1 448 962 (53,63 %) - Abstención: 1 252 970 (46,37 %) - Válidos: 1 434 418 - A candidaturas: 1 420 381 - Escaños a repartir: 75 | En Marea (EN MAREA)                                                      | Luis Villares Naveira      | 273 523 | 19,07 | 14      | +5  |
| Presidente y gobierno: - Presidente: Alberto Núñez Feijóo - Gobierno: PP - Censo: 2 701 932 - Votantes: 1 448 962 (53,63 %) - Abstención: 1 252 970 (46,37 %) - Válidos: 1 434 418 - A candidaturas: 1 420 381 - Escaños a repartir: 75 | Partido dos Socialistas de Galicia-PSOE (PSdeG-PSOE)                     | Xoaquín Fernández Leiceaga | 256 381 | 17,87 | 14      | -4  |
| Presidente y gobierno: - Presidente: Alberto Núñez Feijóo - Gobierno: PP - Censo: 2 701 932 - Votantes: 1 448 962 (53,63 %) - Abstención: 1 252 970 (46,37 %) - Válidos: 1 434 418 - A candidaturas: 1 420 381 - Escaños a repartir: 75 | Bloque Nacionalista Galego (BNG)                                         | Ana Pontón                 | 119 446 | 8,33  | 6       | -1  |
| Presidente y gobierno: - Presidente: Alberto Núñez Feijóo - Gobierno: PP - Censo: 2 701 932 - Votantes: 1 448 962 (53,63 %) - Abstención: 1 252 970 (46,37 %) - Válidos: 1 434 418 - A candidaturas: 1 420 381 - Escaños a repartir: 75 | Ciudadanos-Partido de la Ciudadanía (Cs)                                 | Cristina Losada            | 48 553  | 3,38  | 0       | =   |
| Presidente y gobierno: - Presidente: Alberto Núñez Feijóo - Gobierno: PP - Censo: 2 701 932 - Votantes: 1 448 962 (53,63 %) - Abstención: 1 252 970 (46,37 %) - Válidos: 1 434 418 - A candidaturas: 1 420 381 - Escaños a repartir: 75 | Partido Animalista Contra el Maltrato Animal (PACMA)                     | -                          | 15 135  | 1,06  | 0       | =   |
| Presidente y gobierno: - Presidente: Alberto Núñez Feijóo - Gobierno: PP - Censo: 2 701 932 - Votantes: 1 448 962 (53,63 %) - Abstención: 1 252 970 (46,37 %) - Válidos: 1 434 418 - A candidaturas: 1 420 381 - Escaños a repartir: 75 | Democracia Ourensana (DO)                                                | Miguel Caride              | 7723    | 0,54  | 0       | =   |
| Presidente y gobierno: - Presidente: Alberto Núñez Feijóo - Gobierno: PP - Censo: 2 701 932 - Votantes: 1 448 962 (53,63 %) - Abstención: 1 252 970 (46,37 %) - Válidos: 1 434 418 - A candidaturas: 1 420 381 - Escaños a repartir: 75 | Compromiso por Galicia (CxG)                                             | Xoán Bascuas               | 4109    | 0,29  | 0       | =   |
| Presidente y gobierno: - Presidente: Alberto Núñez Feijóo - Gobierno: PP - Censo: 2 701 932 - Votantes: 1 448 962 (53,63 %) - Abstención: 1 252 970 (46,37 %) - Válidos: 1 434 418 - A candidaturas: 1 420 381 - Escaños a repartir: 75 | Partido Anticorrupción y Justicia (PAYJ)                                 | -                          | 2535    | 0,18  | 0       | N/A |
| Presidente y gobierno: - Presidente: Alberto Núñez Feijóo - Gobierno: PP - Censo: 2 701 932 - Votantes: 1 448 962 (53,63 %) - Abstención: 1 252 970 (46,37 %) - Válidos: 1 434 418 - A candidaturas: 1 420 381 - Escaños a repartir: 75 | Gañemos (GAÑEMOS)                                                        | -                          | 2344    | 0,16  | 0       | N/A |
| Presidente y gobierno: - Presidente: Alberto Núñez Feijóo - Gobierno: PP - Censo: 2 701 932 - Votantes: 1 448 962 (53,63 %) - Abstención: 1 252 970 (46,37 %) - Válidos: 1 434 418 - A candidaturas: 1 420 381 - Escaños a repartir: 75 | Recortes Cero-Grupo Verde                                                | Pastora Fernández          | 2276    | 0,16  | 0       | =   |
| Presidente y gobierno: - Presidente: Alberto Núñez Feijóo - Gobierno: PP - Censo: 2 701 932 - Votantes: 1 448 962 (53,63 %) - Abstención: 1 252 970 (46,37 %) - Válidos: 1 434 418 - A candidaturas: 1 420 381 - Escaños a repartir: 75 | Cidadáns Centrum (C-C)                                                   | -                          | 1534    | 0,11  | 0       | N/A |
| Presidente y gobierno: - Presidente: Alberto Núñez Feijóo - Gobierno: PP - Censo: 2 701 932 - Votantes: 1 448 962 (53,63 %) - Abstención: 1 252 970 (46,37 %) - Válidos: 1 434 418 - A candidaturas: 1 420 381 - Escaños a repartir: 75 | Comunistas da Galiza - Partido Comunista de los Pueblos de España (PCPE) | -                          | 1263    | 0,09  | 0       | =   |
| Presidente y gobierno: - Presidente: Alberto Núñez Feijóo - Gobierno: PP - Censo: 2 701 932 - Votantes: 1 448 962 (53,63 %) - Abstención: 1 252 970 (46,37 %) - Válidos: 1 434 418 - A candidaturas: 1 420 381 - Escaños a repartir: 75 | Escaños en Blanco (EB)                                                   |                            | 1111    | 0,08  | 0       | =   |
| Presidente y gobierno: - Presidente: Alberto Núñez Feijóo - Gobierno: PP - Censo: 2 701 932 - Votantes: 1 448 962 (53,63 %) - Abstención: 1 252 970 (46,37 %) - Válidos: 1 434 418 - A candidaturas: 1 420 381 - Escaños a repartir: 75 | Acción Democrática Ciudadanos de Galicia (ADCG)                          | -                          | 651     | 0,05  | 0       | N/A |
| Presidente y gobierno: - Presidente: Alberto Núñez Feijóo - Gobierno: PP - Censo: 2 701 932 - Votantes: 1 448 962 (53,63 %) - Abstención: 1 252 970 (46,37 %) - Válidos: 1 434 418 - A candidaturas: 1 420 381 - Escaños a repartir: 75 | Converxencia XXI (C21)                                                   | Garcilaso de la Vega López | 493     | 0,03  | 0       | =   |
| Presidente y gobierno: - Presidente: Alberto Núñez Feijóo - Gobierno: PP - Censo: 2 701 932 - Votantes: 1 448 962 (53,63 %) - Abstención: 1 252 970 (46,37 %) - Válidos: 1 434 418 - A candidaturas: 1 420 381 - Escaños a repartir: 75 | Alternativa Independiente de Galicia (AIDG)                              | -                          | 367     | 0,03  | 0       | N/A |
| Presidente y gobierno: - Presidente: Alberto Núñez Feijóo - Gobierno: PP - Censo: 2 701 932 - Votantes: 1 448 962 (53,63 %) - Abstención: 1 252 970 (46,37 %) - Válidos: 1 434 418 - A candidaturas: 1 420 381 - Escaños a repartir: 75 | Unidos Por El Futuro (UNIDOS SI-DEF)                                     | -                          | 296     | 0,02  | 0       | N/A |
| Presidente y gobierno: - Presidente: Alberto Núñez Feijóo - Gobierno: PP - Censo: 2 701 932 - Votantes: 1 448 962 (53,63 %) - Abstención: 1 252 970 (46,37 %) - Válidos: 1 434 418 - A candidaturas: 1 420 381 - Escaños a repartir: 75 | Vía Nova Galicia (VN)                                                    | -                          | 281     | 0,02  | 0       | N/A |
| Presidente y gobierno: - Presidente: Alberto Núñez Feijóo - Gobierno: PP - Censo: 2 701 932 - Votantes: 1 448 962 (53,63 %) - Abstención: 1 252 970 (46,37 %) - Válidos: 1 434 418 - A candidaturas: 1 420 381 - Escaños a repartir: 75 | Partido Libertario (P-LIB)                                               | -                          | 210     | 0,01  | 0       | N/A |
| Presidente y gobierno: - Presidente: Alberto Núñez Feijóo - Gobierno: PP - Censo: 2 701 932 - Votantes: 1 448 962 (53,63 %) - Abstención: 1 252 970 (46,37 %) - Válidos: 1 434 418 - A candidaturas: 1 420 381 - Escaños a repartir: 75 | Voto en blanco                                                           | -                          | 14 037  | 0,97  | N/A     | N/A |
| Presidente y gobierno: - Presidente: Alberto Núñez Feijóo - Gobierno: PP - Censo: 2 701 932 - Votantes: 1 448 962 (53,63 %) - Abstención: 1 252 970 (46,37 %) - Válidos: 1 434 418 - A candidaturas: 1 420 381 - Escaños a repartir: 75 | Votos nulos                                                              | -                          | 14 544  | 1,00  | N/A     | N/A |

- Fuente: Junta de Galicia.[18][19]

## Investidura del presidente de la Junta de Galicia
| Candidato                    | Fecha                                                       | Voto       |    |    |    |   | Total |
| ---------------------------- | ----------------------------------------------------------- | ---------- | -- | -- | -- | - | ----- |
| Alberto Núñez Feijoo (PPdeG) | 10 de noviembre de 2016 Mayoría requerida: Absoluta (38/75) | Sí         | 41 |    |    |   | 41/75 |
| Alberto Núñez Feijoo (PPdeG) | 10 de noviembre de 2016 Mayoría requerida: Absoluta (38/75) | No         |    | 14 | 14 | 6 | 34/75 |
| Alberto Núñez Feijoo (PPdeG) | 10 de noviembre de 2016 Mayoría requerida: Absoluta (38/75) | Abstención |    |    |    |   | 0/75  |